# Свере Нордби
Свере Нордби (13. март 1910 — 4. децембар 1978) био је норвешки фудбалски голман који је играо за Норвешку на Светском првенству у фудбалу 1938. године. Играо је и за Мјондален.